# Abu Tabite
Abu Tabite (Abu Thabit) serviu brevemente como governador de Tarso pelo Califado Abássida em 900. Foi nomeado como governador adjunto por ibne Iquíxida e assumiu plenamente o posto com a morte do último em combate contra o Império Bizantino. Permaneceu em função até março de 900, quando foi capturado pelos bizantinos e levado para Constantinopla.

## Vida

Zona fronteiriça árabe-bizantina

Abu aparece pela primeira vez no final de 899 / começo de 900, quando recebeu a função de governador adjunto pelo então governador Ibne Iquíxida, que à época partira numa expedição militar contra o Império Bizantino. Ibne Iquíxida foi morto durante o raide, e Abu Tabite sucedeu-o. Ele logo enfrentou um contra-ataque bizantino, que em março de 900 alcançou os portões de Tarso. Abu Tabite perseguiu os bizantinos ao rio Raiã (não identificado), mas lá foi derrotado e capturado. Segundo Tabari, junto com muitos outros prisioneiros, ele foi levado para Icônio e então Constantinopla.
Em Tarso, o filho de Abu Tabite tentou tomar seu posto, alegando que seu pai tinha nomeado-o como sucessor, mas tal alegação foi confrontada pelos anciões do Tarso e das cidades vizinhas do tugur, que escolheram Ali ibne Alárabe. O filho de Abu Tabite armou seus seguidores para impor-se à força, mas no final foi persuadido a aceitar ibne Alárabe.